# Скален феномен Главата (Яворово)
Скален феномен Главата се е намирал край Геровската река над с.Яврово, (Област Пловдив), на около час път от хижа „Руен“.

## Описание и особености
Преди да бъде разрушен от иманяри „Скалният феномен Главата“ е бил с височина от около 4 m, а цокълът – 1,5 m. Своеобразната шия е била висока 1 m, а върху нея се е издигала ясно оформена лицева част – т.нар. глава (висока 1,5 m). Гледан от северозапад при скалния феномен е било възможно да се разпознаят – коса, ниско чело, скули, остър нос, уста и брадичка. Съставът на скалата при феномена е гнайс, а непосредствено при мястото на т.нар. „уста“ ясно е личала около 0,5 см кварцова жила, която ясно е формирала зъбите на „Главата“.
Геолозите сочат като причини за оформянето на главата, нееднаквата спойка на скалата, вятъра, дъждовете и денонощното колебание на температурата.

## Опазване и социализация
Скалният феномен е повреден от иманяри в началото на 1960-те години, които в търсене на скрито златно имане взривяват горната част на монументалната скала. В наши дни е запазена само долната част на фигурата.